# Andrzej Szymański (prawnik)
Andrzej Szymański (ur. 5 marca 1967 w Bierawie) – polski prawnik, historyk prawa oraz specjalista prawa wyznaniowego i prawa kanonicznego, profesor nadzwyczajny Wydziału Prawa i Administracji Uniwersytetu Opolskiego (WPiA UO).

## Wykształcenie i kariera naukowa
Odbył studia w zakresie prawa kanonicznego na Wydziale Prawa, Prawa Kanonicznego i Administracji Katolickiego Uniwersytetu Lubelskiego, które zakończył napisaniem pod kierunkiem Henryka Karbownika pracy magistersko-licencjackiej pt. Działalność prawodawcza bpa Franciszka Jopa w diecezji opolskiej w zakresie kultu. W 2011 na macierzystym wydziale uzyskał stopień doktora habilitowanego nauk prawnych w zakresie prawa kanonicznego. Został kierownikiem Katedry Historii Państwa i Prawa oraz Doktryn Politycznych i Prawnych Wydziału Prawa i Administracji Uniwersytetu Opolskiego.

## Członkostwo w stowarzyszeniach naukowych
Jest członkiem założycielem Polskiego Towarzystwa Prawa Wyznaniowego i członkiem Stowarzyszenia Kanonistów Polskich.

## Odznaczenia i nagrody
- Krzyż Zasługi PRO SYRIA[4]

## Wybrane publikacje
- Ks. bp dr Franciszek Jop. Prawodawca i organizator diecezji opolskiej, Opole 2007
- Proces likwidacji działalności charytatywnej Kościoła katolickiego w sferze publicznoprawnej w latach 1944-1965. Studium historyczno-prawne, Opole 2010 ISBN 978-83-7395-393-2[5]